# Omar Haktab Traoré
Omar Haktab Traoré (Osnabrück, 4 febbraio 1998) è un calciatore tedesco, difensore dell'Heidenheim.

## Biografia
Nato in Germania, ha origini togolesi. È fratello maggiore del calciatore Hakim Traoré.

## Carriera
Traoré ha firmato con l'Uerdingen 05 un contratto di tre anni nell'estate del 2020.
Ha firmato con l'Osnabrück un contratto di due anni nell'estate del 2021.
Nell'estate 2023 ha firmato un contratto di tre anni con l'Heidenheim.

## Statistiche

### Presenze e reti nei club
Statistiche aggiornate al 19 settembre 2023.
| Stagione        | Squadra         | Campionato      | Campionato | Campionato | Coppe nazionali | Coppe nazionali | Coppe nazionali | Coppe continentali | Coppe continentali | Coppe continentali | Altre coppe | Altre coppe | Altre coppe | Totale | Totale | Totale |
| Stagione        | Squadra         | Comp            | Pres       | Reti       | Comp            | Pres            | Reti            | Comp               | Pres               | Reti               | Comp        | Pres        | Reti        | Pres   | Reti   |        |
| --------------- | --------------- | --------------- | ---------- | ---------- | --------------- | --------------- | --------------- | ------------------ | ------------------ | ------------------ | ----------- | ----------- | ----------- | ------ | ------ | ------ |
| 2017-2018       | Rödinghausen    | RL              | 6          | 0          | CG              | 0               | 0               |                    | -                  | -                  |             | -           | -           | 6      | 0      |        |
| 2018-2019       | Rödinghausen    | RL              | 11         | 0          | CG              | 0               | 0               |                    | -                  | -                  |             | -           | -           | 11     | 0      |        |
| 2019-2020       | Rödinghausen    | RL              | 27         | 1          | CG              | 1               | 0               |                    | -                  | -                  |             | -           | -           | 28     | 1      |        |
| 2020-2021       | Uerdingen 05    | 3L              | 19         | 0          | CG              | 0               | 0               |                    | -                  | -                  |             | -           | -           | 19     | 0      |        |
| 2021-2022       | Osnabrück       | 3L              | 33         | 2          | CG              | 2               | 0               |                    | -                  | -                  |             | -           | -           | 35     | 2      |        |
| 2022-2023       | Osnabrück       | 3L              | 36         | 3          | CG              | 0               | 0               |                    | -                  | -                  |             | -           | -           | 36     | 3      |        |
| 2023-2024       | Heidenheim      | BL              | 4          | 0          | CG              | 0               | 0               |                    | -                  | -                  |             | -           | -           | 4      | 0      |        |
| Totale carriera | Totale carriera | Totale carriera | 136        | 6          |                 | 3               | 0               |                    | -                  | -                  |             | -           | -           | 139    | 6      |        |